# Melville (Saskatchewan)
Melville es una pequeña ciudad canadiense situada en el centro de la parte oriental de Saskatchewan. Fue declarada una ciudad por la provincia en 1960. Según el censo de 2011 realizado por Statistics Canada, Melville tenía una población de 4517 habitantes.

## Historia y geografía
Según What's in a Name?: the Story Behind Saskatchewan Place Names, escrito por E. T. Russell, la ciudad fue bautizada en honor a Charles Melville Hays, quien en el momento de la construcción inicial del asentamiento era el presidente de la Grand Trunk Railway y de la Grand Trunk Pacific Railway.
Desde la fundación de Melville en 1908, la localidad ha servido de nudo ferroviario. En la actualidad, por Melville pasan líneas del Canadian National Railway y del VIA Rail. En el caso de esta última compañía, Melville cumple el papel de ser la principal conexión entre los pasajeros de tren y de autobús con destino a Regina. A día de hoy, el tren canadiense transcontinental, operado por la compañía ferroviaria nacional de pasajeros Via Rail, sirve a la estación de tren de Melville tres veces por semana. 
Las conexiones de Melville por carretera hacia otras comunidades incluyen las autopistas de Saskatchewan 10, 15, y 47. El centro principal más cercano a Melville es la ciudad de Yorkton, que se encuentra sólo a 43 kilómetros al noreste.
La ciudad ha experimentado un decrecimiento constante de la población durante más de una década desde inicios del siglo XXI. Actualmente, es la ciudad más pequeña de Saskatchewan, siendo su población inferior a los 5.000 habitantes requeridos para adquirir el estatus de ciudad en la provincia. Sin embargo, en el presente su estatus político de ciudad todavía no se ha cambiado. El actual intendente de Melville es el doctor Walter Streelasky.

## Deportes
Los equipos de Melville son los Melville Millionaires de la Saskatchewan Junior Hockey League, así como también de los Melville Millionaires de la Western Major Baseball League y los Melville Cobras de la East Central 9 Man Football League.

## Melvillianos notables
- Sid Abel - Miembro del Salón de la Fama de Hockey (fallecido)
- Gus G. - Exguitarrista de Arch Enemy.
- Tim Cheveldae - Arquero de la NHL.
- Sol Kanee - Abogado/empresario, y activista.
- Ricky Kanee Schachter - Médico y maestro.
- Pearl McGonigal - Exteniente gobernador de Mantioba.
- Terry Puhl - Jugador de béisbol.
- Jarret Stoll - Jugador de la NHL para los Edmonton Oilers.

## Estadísticas
El censo de 2006 contó los residentes de la ciudad de Melville y encontró que el total de la población era 4149 habitantes, lo que significó un descenso del 6,8 %.
Según el censo de 2001 en Canadá:
- Población: 4.453 (-4,2 % en comparación con 1996)
- Superficie: 14,78 km²
- Densidad poblacional: 301,3 personas/km²
- Edad promedio: 44,9 (hombres: 43,3, mujeres: 46,7)
- Total de viviendas privadas: 2.154
- Ingreso medio por hogar: $32.547